# Hans Gottschalk (Produzent)
Hans Gottschalk (* 31. Juli 1926 in Stuttgart; † 6. Juni 2010 in München) war ein deutscher Dramaturg und Filmproduzent.

## Leben und Wirken
Nachdem Gottschalk 1946 in seiner Geburtsstadt Stuttgart das Abitur abgelegt hatte, studierte er bis 1949 in Tübingen Germanistik, Philosophie und Kunstgeschichte. Von 1946 bis 1948 leitete er an der Universität Tübingen die Studiobühne. In dieser Zeit veröffentlichte er nebenbei Essays in der von 1946 bis 1950 erschienenen Wochenpost des Karl-Mayer-Verlags, Stuttgart.
Nach Beendigung seines Studiums volontierte er von 1949 bis 1950 beim Süddeutschen Rundfunk (SDR) in Stuttgart. An der Universität Mainz studierte er dann von 1950 bis 1952 weiter Germanistik und Philosophie und belegte nun auch Theaterwissenschaft. Parallel dazu betätigte er sich 1951 und 1952 als Regieassistent am Württembergischen Staatstheater in Stuttgart und von 1950 bis 1953 als freier Funkautor und Dramaturg. Von 1953 bis 1954 war er Redakteur des Funkstudios beim SDR und von 1954 bis 1959 hatte er die Leitung der Hauptabteilung Fernsehspiel inne. Er erlebte und gestaltete dort die Aufbaujahre mit. Unter anderem war er ständiger Mitarbeiter der Dokumentarfilmreihe Zeichen der Zeit.
Gottschalk arbeitete am häufigsten mit Franz Peter Wirth zusammen, der es auf über 150 Fernseh-Inszenierungen brachte. Beide gelten neben Helmut Jedele, Oliver Storz und Martin Walser als die Mitbegründer des sogenannten „Stuttgarter Stils“ oder der „Stuttgarter Schule des Dokumentarfilms“. Die Gruppe hatte sich zum Ziel gesetzt, die Urteilsfähigkeit in gesellschaftlichen Fragen zu erhöhen und die Bereitschaft zum politischen Engagement anzuregen.
Vom 1. August 1959 bis zum 30. Juni 1973 stand Gottschalk als Produktionschef der gesamten TV- und Filmproduktion der 1959 gegründeten Bavaria Atelier GmbH in München-Geiselgasteig vor und zeichnete für rund 2000 Produktionen verantwortlich, darunter mehrere preisgekrönte. So erhielt Drehbuchautor Gottschalk zusammen mit Regisseur Rainer Erler 1970 den Adolf-Grimme-Preis in Gold und den DAG-Fernsehpreis in Gold für Der Attentäter. Der Film wurde europaweit verkauft. Europaweite Ausstrahlung erlangten auch diverse Serien, darunter 1966 Raumpatrouille – Die phantastischen Abenteuer des Raumschiffes Orion und 1972 Die rote Kapelle.
Von 1973 bis 1977 war Gottschalk als freier Produzent für die Bavaria, den NDR und die Neue Münchner Filmproduktion tätig. Drehbücher schrieb er zum Beispiel für Wolfgang Petersens Thriller Aufs Kreuz gelegt. Es folgte die Gründung einer eigenen Firma, die er Galaxy Film nannte und deren Gesellschafter und Geschäftsführer er von 1977 bis 1987 war. Er verkaufte Galaxy Film und ließ sich als deren Künstlerischer Leiter anstellen. Daneben war er freischaffend als Dramaturg, Stoffentwickler, Koproduktionsvermittler und internationaler Akquisiteur tätig. Ende 1990 lief sein Vertrag mit Galaxy Film aus. Seine freiberuflichen Tätigkeiten hielten bis zu seinem Tod 2010 an.

## Auszeichnungen (persönlich und beteiligt)
- 1964: Prix Italia, Verona, für Seelenwanderung
- 1964: Goldene Nymphe beim Internationalen Fernseh-Festival in Monte Carlo für Seelenwanderung
- 1964: Dibelius-Preis der Internationalen Filmfestspiele, Berlin für Seelenwanderung
- 1964: Ernst-Lubitsch-Preis für Seelenwanderung
- 1964: Goldene Nymphe für die beste Regie beim Internationalen Fernseh-Festival in Monte Carlo für Orden für die Wunderkinder
- 1964: Prix Italia, Genua, für Orden für die Wunderkinder
- 1965: Regiepreis des Golden Prague International Television Festivals an Hans-Dieter Schwarz für den von Gottschalk produzierten Film Der Drache
- 1970: (mit Rainer Erler:) Adolf-Grimme-Preis in Gold des Deutschen Volkshochschulverbandes für Der Attentäter
- 1970: DAG-Fernsehpreis in Gold für Der Attentäter
- 1974: European Science Fiction Society Award, Brighton, für Das blaue Palais an Rainer Erler als bester europäischer SF-Drehbuchautor
- 1994: Großer Preis der MIFED-Anica, Mailand, für Orden für die Wunderkinder

## Produktionen (Auswahl)
- 1959: Konto ausgeglichen (Regie: Hans Peter Wirth)
- 1961: Hamlet, Prinz von Dänemark (nach William Shakespeare, mit Maximilian Schell, Regie: Hans Peter Wirth; lief in den USA in den Kinos)
- 1962: Seelenwanderung (nach einer Parabel von Karl Wittlinger, Regie: Rainer Erler)
- 1963: Freundschaftsspiel (Regie: Fritz Umgelter)
- 1963 Orden für die Wunderkinder (mit Carl-Heinz Schroth, Regie: Rainer Erler)
- 1964: Die Geschichte von Joel Brand (nach Heinar Kipphardt, Regie: Hans Peter Wirth)
- 1964: Zweierlei Maß (mit Hans Caninenberg, Regie: Paul Verhoeven)
- 1965: Der arme Mann Luther (nach Leopold Ahlsen, Regie: Franz Peter Wirth)
- 1975: Giro d’Italia – Die härteste Show der Welt
- 1981: Die Wahlverwandtschaften (nach Johann Wolfgang von Goethe, Regie: Claude Chabrol)

## Funkfassungen (Hörspiel-Adaptionen)
- 1952: Intermezzo (nach Jean Giraudoux, Regie: Oskar Nitschke, Erstsendung: 23. Juli 1952)
- 1953: Klawitter (nach Georg Kaiser, Regie: Oskar Nitschke, Erstsendung: 1. Februar 1953)
- 1953: Herodes und Mariamne (nach Friedrich Hebbel, Regie: Walter Knaus, Erstsendung: 29. März 1953)
- 1953: Der Spieler (nach Ugo Betti, Regie: Oskar Nitschke, Erstsendung: 21. Oktober 1953)
- 1954: Kapitän Cook vor Otahiti (nach Jean Giraudoux, Regie: Otto Kurth, Erstsendung: 27. Dezember 1954)

## Drehbücher (ohne Serien, Auswahl)
- 1955: Unruhige Nacht (nach Albrecht Goes, mit Franz Peter Wirth)
- 1955: Alle meine Söhne (nach Arthur Miller)
- 1957: (mit Friedrich Dürrenmatt und Franz Peter Wirth:) Der Richter und sein Henker (Regie: Franz Peter Wirth)
- 1958: Der Tod des Handlungsreisenden (nach Arthur Miller)
- 1960: Der eingebildete Kranke (nach Molière)
- 1964: Der Drache (nach Jewgeni Schwarz)
- 1969: Der Attentäter (Originaltext des Drehbuchs in: Rundfunk und Fernsehen, Heft 4/1969, S. 441 ff.)
- 1975: Aufs Kreuz gelegt (Regie: Wolfgang Petersen)
- 1976: (mit Maurice Rheims:) Die Baskenmütze (Regie: Claude Chabrol)

## Serien (in verschiedenen Funktionen beteiligt)
- 1965: Der seidene Schuh
- 1966: Raumpatrouille – Die phantastischen Abenteuer des Raumschiffes Orion
- 1972: Die rote Kapelle
- 1972: Alexander Zwo
- 1973: Die merkwürdige Lebensgeschichte des Friedrich Freiherrn von der Trenck
- 1973–1977: Projektentwicklung Der Alte
- ab 1974: Das Blaue Palais
- 1978: Magere Zeiten
- ab 1981: Ein Fall für zwei
- 1981: Edgar Allan Poe – Ungewöhnliche Geschichten
- 1982: Mozart – Das wahre Leben des genialen Künstlers
- ab 1984: Die Wiesingers
- 1984: Billet doux
- 1987: Gesicht zu vermieten (mit Ruth Maria Kubitschek und Günter Strack, Regie: José Maria Sanchez)
- 1996: Der Bulle von Tölz

## Essays (Auswahl)
- Fernsehspiel und Fernsehfilm. Erstveröffentlicht in: Rundfunk und Fernsehen, Heft 1/1954. In: Claus Beling (Hrsg.): Theorie des Fernsehspiels (= Medium Literatur; 12). Quelle & Meyer Verlag, Heidelberg 1979, ISBN 3-494-01017-X, S. 26–28. In: Irmela Schneider (Hrsg.): Dramaturgie des Fernsehspiels. Die Diskussion um das Fernsehspiel 1952–1979. Wilhelm Fink Verlag, München 1980, ISBN 3-7705-1489-0, S. 67–70. In: Michael Grisko (Hrsg.): Texte zur Theorie und Geschichte des Fernsehens (= Reclams Universal-Bibliothek; Nr. 18674). Reclam, Stuttgart 2009, ISBN 978-3-15-018674-9, S. 92–98.
- Kahlschlag im Zauberwald der Poesie. Zur Situation des Fernsehspiels. Erstveröffentlicht in: Fernsehen, Heft 9/1955. In: Claus Beling (Hrsg.): Theorie des Fernsehspiels (= Medium Literatur; 12). Quelle & Meyer Verlag, Heidelberg 1979, ISBN 3-494-01017-X, S. 29–33.
- Grundsätzliche Überlegungen zum Fernsehspiel. Erstveröffentlicht in: Rundfunk und Fernsehen, Heft 2/1956. In: Konrad Dussel, Edgar Lersch (Hrsg.): Quellen zur Programmgeschichte des deutschen Hörfunks und Fernsehens (= Quellensammlung zur Kulturgeschichte; Bd. 24). Muster-Schmidt Verlag, Zürich / Göttingen 1999, ISBN 3-7881-1226-3, S. 397–402.
- Eine Kunst, die niemand kann? In: Rundfunk und Fernsehen, Heft 2/1956.
- Die neue Poesie des Fernsehens. Gedanken zum Fernsehspiel. Erstveröffentlicht in: Akzente, Heft 2/1956. In: Irmela Schneider (Hrsg.): Dramaturgie des Fernsehspiels. Die Diskussion um das Fernsehspiel 1952–1979. Wilhelm Fink Verlag, München 1980, ISBN 3-7705-1489-0, S. 76–83.
- Hans Gottschalk, Artur Müller, Martin Walser: Die Chance des Wortes im Fernsehen. In: Das Wort im Zeitalter der Bilder. Referate und Diskussionen einer Tagung der Evangelischen Akademie für Rundfunk und Fernsehen in Bad Boll (= Schriftenreihe der Evangelischen Akademie für Rundfunk und Fernsehen; Heft 5). Evangelischer Presseverband für Bayern, München 1957, S. 55–75.
- Fernsehen – Chance für die Kunst? Erstveröffentlicht in: magnum, Heft 34/1961. In: Irmela Schneider (Hrsg.): Dramaturgie des Fernsehspiels. Die Diskussion um das Fernsehspiel 1952–1979. Wilhelm Fink Verlag, München 1980, ISBN 3-7705-1489-0, S. 129–132.
- Dramaturgische Gestaltungsmöglichkeiten bei Verwendung des Electronic-Cam-Verfahrens in: Fernseh- und Kinotechnik, Heft 6/1966, S. 136–138.
- Was ist ein Fernsehspiel? Erstveröffentlicht in: Hansjörg Schmitthenner (Hrsg.): Acht Fernsehspiele. Piper Verlag, München 1966, S. 398–402. In: Claus Beling (Hrsg.): Theorie des Fernsehspiels (= Medium Literatur; 12). Quelle & Meyer Verlag, Heidelberg 1979, ISBN 3-494-01017-X, S. 75–79.
- Die politische Wirksamkeit der unpolitischen Unterhaltung. In: Gerhard Prager (Hrsg.): Unterhaltung und Unterhaltendes im Fernsehen (= Mainzer Tage der Fernseh-Kritik; Band III). V. Hase und Koehler Verlag, Mainz 1971, ISBN 3-7758-0814-0, S. 103–111.